# Artèmia
Artemia és un gènere de crustacis branquiòpodes de l'ordre Anostraca, coneguts popularment com a artèmies.
El gènere és l'únic de la família Artimiidae, que han evolucionat ben poc d'ençà del Triàsic. Foren descobertes per Lymington, a Anglaterra, el 1755. Les artèmies es troben arreu del món en llacs salats terra endins, però no als oceans.
Del gènere n'és ben coneguda una varietat, una subespècie d'Artemia salina que es cultiva profusament i es ven com a mascota amb el nom comercial de Sea-Monkey.

## Cicle vital
Els ous de les artèmies són metabòlicament inactius i poden romandre en estasi total durant anys en condicions anaeròbiques (sense oxigen), fins i tot a temperatures sota zero. Aquesta característica es coneix com a criptobiosi, que vol dir vida oculta (també coneguda amb el nom de diapausa). Un cop es col·loquen a l'aigua, els ous es desclouen en unes poques hores i apareixen unes petites larves (anomenades nauplis) de menys de 0,5 mm de llargada. Les artèmies tenen un cicle vital d'un any, durant el qual creixen a una mida d'1 cm com a mitjana, en estat madur. Aquesta curta esperança de vida, a part d'altres característiques, com ara romandre en estat latent per llargs períodes, les han fet de gran interès en la recerca científica; per exemple, en experiments a l'espai exterior.

## Dieta
Les artèmies salvatges mengen algues plactòniques. Les cultivades poden alimentar-se també de menjar particulat com ara llevat, farina de blat, polsim de soja o rovell d'ou.

## Tolerància a la salinitat
Les artèmies poden tolerar diferents nivells de salinitat. Un experiment de biologia habitual a les escoles és investigar l'efecte dels nivells de salinitat en el creixement d'aquestes criatures.

## Beneficis nutricionals
Les propietats nutricionals dels nauplis acabats de descloure's els fan molt adequats per a ser venuts com a aliment d'aquari, atès que són rics en lípdis i àcids grassos insaturats (però pobres en calci). Aquests beneficis nutricionals són possiblement un motiu pel qual les artèmies només es troben en aigües de gran salinitat amb temperatures considerablement elevades, i per tant, en un entorn poc adient per a potencials depredadors.